# یوکا کوسکینن (بازیکن فوتبال)
یوکا کوسکینن (فنلاندی: Jukka Koskinen؛ زادهٔ ۲۹ نوامبر ۱۹۷۲) بازیکن فوتبال اهل فنلاند بود.
از باشگاه‌هایی که در آن بازی کرده‌است می‌توان به باشگاه فوتبال ویلم دوم، باشگاه فوتبال هاکا، باشگاه فوتبال سئول، و باشگاه فوتبال میپا اشاره کرد.
وی همچنین در تیم ملی فوتبال فنلاند بازی کرده‌است.